# Koninklijke Academie voor Schone Kunsten Dendermonde

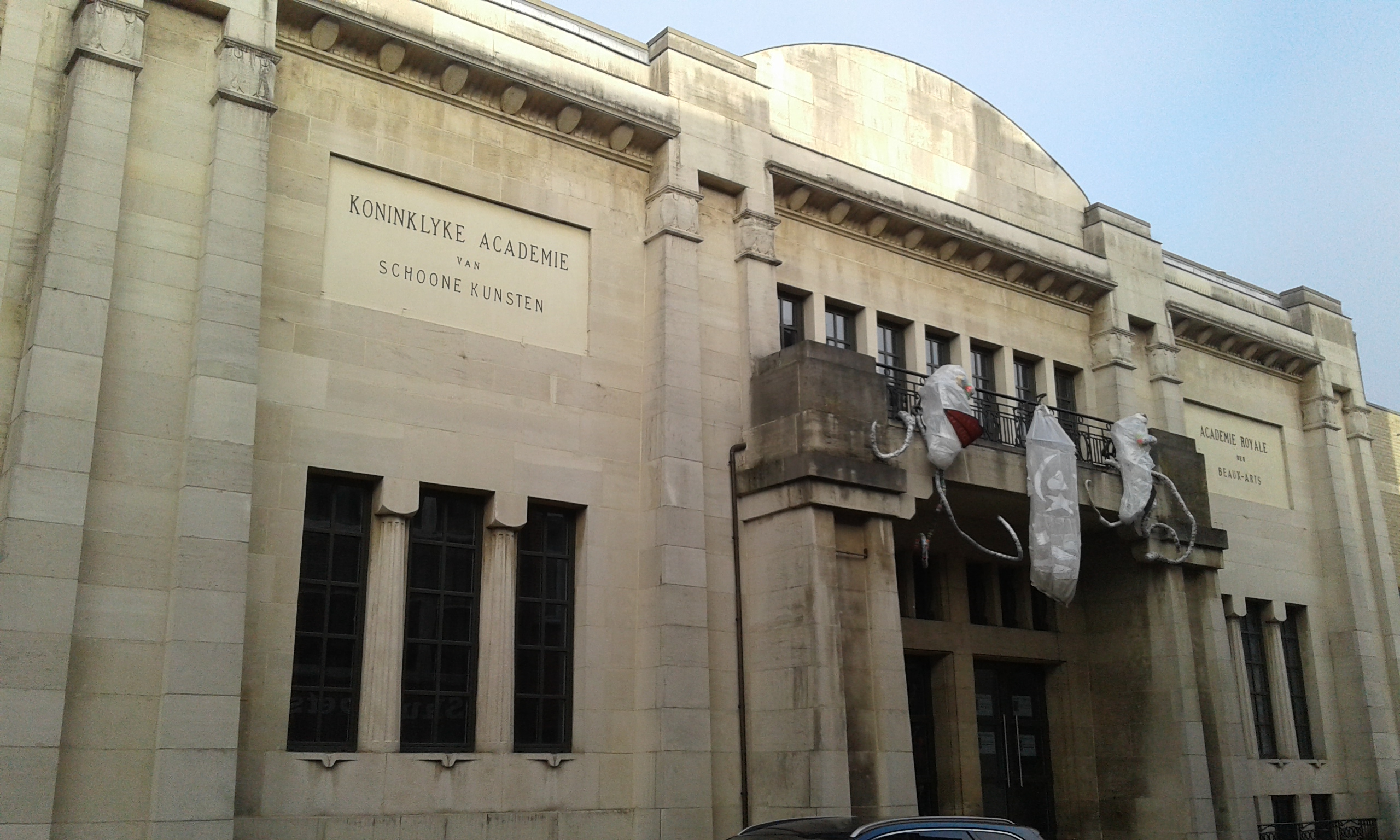
Koninklijke Academie voor Schone Kunsten Dendermonde (2016)

De Koninklijke Academie voor Schone Kunsten Dendermonde is een Belgische tekenacademie in Dendermonde.

## Geschiedenis
Op initiatief van vijf burgers, schilders, architecten, gemeenteraadsleden werd in 1800 een tekenschool in Dendermonde opgericht. De school vond onderdak in het geseculariseerde klooster van de ongeschoeide karmelieten op de plaats van het huidige gerechtshof en stond onder toezicht van het stadsbestuur.
De tekenschool zat ook enige jaren aan de Grote Markt en verhuisde in 1861 naar de bovenverdieping van de pas opgerichte Middelbare school in de Ridderstraat, later deel uitmakend van het Heilige Maagdcollege.
Sinds 1883 bevindt de school zich aan de Dijkstraat. Stadsarchitect Edouard Brouwers ontwierp op de plek waar vroeger een augustijnenklooster stond, een rechthoekig gebouw met een grote binnenplaats. De entree was een imposante dubbele voordeur omgeven door een neoclassicistische voorbouw. De vleugels waren van baksteen.
In september 1914 werd de stad gebombardeerd en ook de Academie werd zwaar beschadigd. Toen de academie 125 jaar bestond ontwierp stadsarchitect Fernand de Ruddere een nieuw gebouw in art-decostijl. Het nieuwe gebouw werd in het jubileumjaar 1926 ingehuldigd en in 1927 volledig in gebruik genomen. De vleugels van het oorspronkelijke gebouw, die niet zwaar beschadigd waren, werden hersteld.

## Gebouw
Het is vooral de monumentale ingangspartij die van belang is. Deze is in betonskeletbouw uitgevoerd maar werd bekleed met witte Euvillesteen. Achter deze ingangspartij vindt men de in U-vorm gegroepeerde vleugels van het oorspronkelijke gebouw uit 1883.